# The BossHoss
The BossHoss é uma banda musical de country rock alemã, formada por sete membros, criada na cidade de Berlim em 2004. O nome da banda originou-se da música The Real BossHoss, de 1965, do grupo de rock The Sonics, dos Estados Unidos.

## Histórico

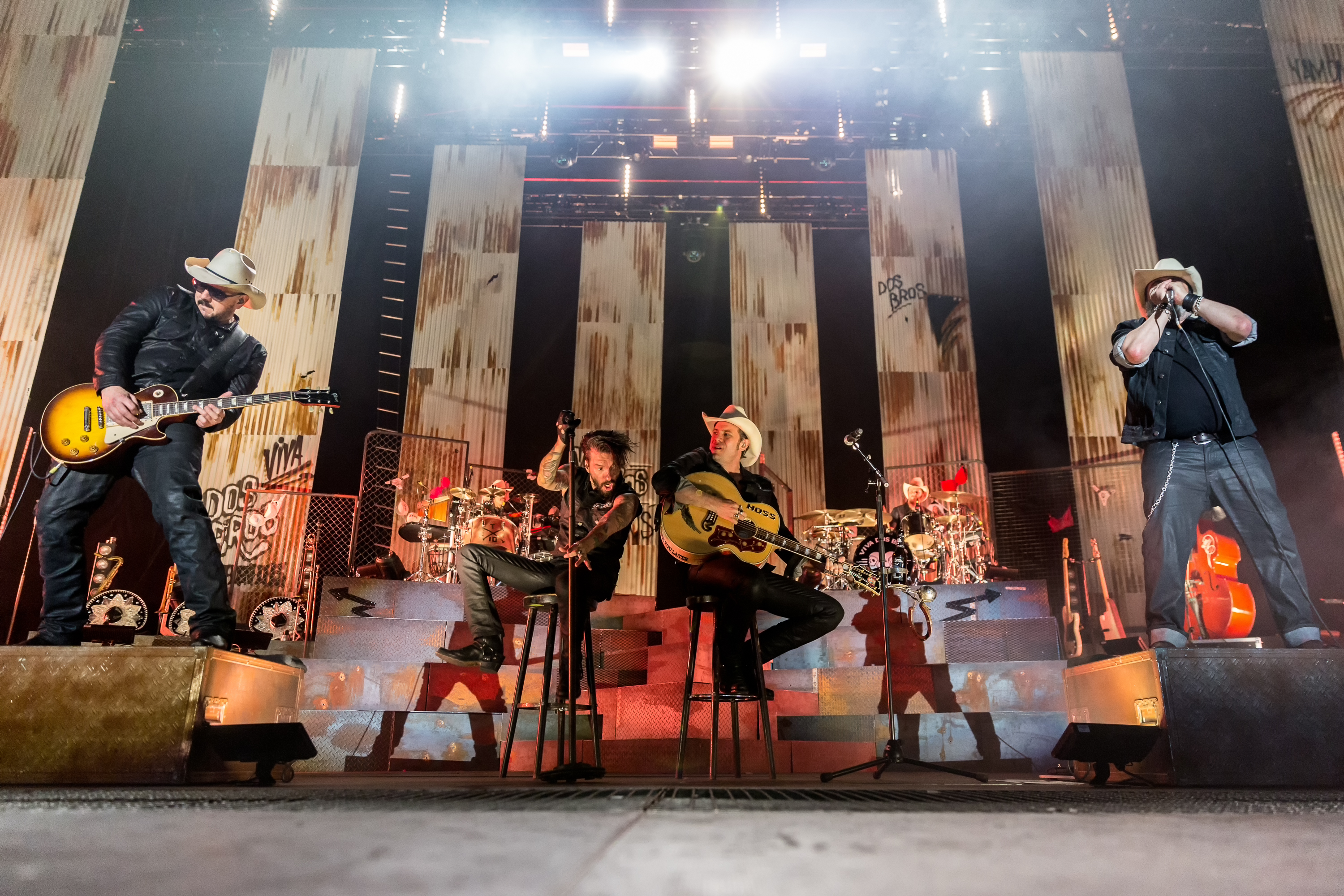
The BossHoss at Arena Show in Koenig Pilsener Arena, Oberhausen, Germany

Durante suas apresentações incorporam o comportamento estereotipado do cowboy do faroeste dos filmes americanos. A banda refere-se ao seu estilo de música como "Country Trash Punk Rock". O guitarrista Hoss Power escreve a maioria das canções da própria banda. A banda iniciou sua carreira em festas privadas e em pequenos clubes de Berlim.
Em 2004 assinou contrato com a Universal Music. Em 2005, com o álbum de estreia Internashville Urban Hymns, ficou em 11º lugar nas paradas de sucesso da Alemanha e que atingiu o final de maio de 2006 a marca de 100.000 CDs vendidos. Ainda em 2005 a banda e realizou 182 apresentações na Alemanha, Áustria, Suíça e Holanda. Já em 2006, a banda incluiu uma música no filme alemão, de temática baseada no futebol, FC Venus – Angriff ist die beste Verteidigung bei (FC Venus - Attack é a melhor defesa) e fez, também, o lançamento do segundo álbum, intitulado Rodeo Radio,
No ano de 2007 a banda mudou sua formação original e fez uma turnê internacional pelo Canadá; também lançou seu terceiro álbum, Stallion Battalion. O quarto álbum, Do or Die, foi lançado em 19 de junho de 2009. No ano seguinte, em 23 de abril, é produzido Low Voltage, um novo álbum musical.
Em 2013 é lançado o sexto álbum da banda, Liberty of Action, que alcançou a quarta colocação nas paradas alemãs com a música Do not Gimme That. No mesmo ano foram convidados especiais para o show de abertura do primeiro jogo da Liga Alemã de Hóquei no Gelo, no estádio de Nuremberg. Ainda em 2013, dois membros da banda The BossHoss, junto com a modelo brasileira naturalizada alemã, Jana Ina, participaram do programa televisivo Die TV total PokerStars.de-Nacht, onde é realizado um torneio de poker online; Jana Ina garantiu no duelo final um bônus de 50 mil euros.
Em 2014, a banda lançou a música My Personal Song e percorreu a Austrália. Em 2015, o grupo lançou seu sétimo álbum Dos Bros e, pela primeira vez, a banda alcançou primeiro lugar na parada musical alemã e, também, austríaca. Ainda em 2015, Alec "Boss Burns" Völkel e Sascha "Hoss Power" Vollmer, integrantes da banda, lançaram um livro infantil com histórias de aventuras de cowboys.
Em 2017 participam como integrantes do programa televisivo Sing Meinen Song (Canta Minha Música), programa que procura descobrir novos talentos musicais.
Em 2019, The BossHoss gravaram o hit single "Little Help" com as cantoras Mimy e Josy, suas apadrinhadas musicais, que foram vencedoras da  temporada do "The Voice Kids" alemão daquele ano.

## Prêmios
- 2009: Berliner Bär (BZ Culture Prize)
- 2013: Prêmio Radio Rainbow
- 2014: ECHO Pop como um grupo nacional alemão de rock/pop